# Patrick Lawlor (homme politique)
Pour les articles homonymes, voir Patrick Lawlor et Lawlor.
Patrick Daniel Lawlor (16 novembre 1923-28 mars 1993) est un homme politique canadien de l'Ontario. Il est député provincial néo-démocrate de la circonscription ontarienne de Lakeshore de 1967 à 1981.

## Biographie
Né à Edmonton en Alberta, Lawlor déménage avec sa famille dans la région de Toronto à l'âge de 7 ans. Il gradue de l'Université de St. Michael's College, de l'Université de Toronto et obtient un diplôme en droit de la University of Toronto Faculty of Law (en). Il pratique ensuite le droit dans le quartier torontois de Long Branch (en), plus tard Etobicoke. Il obtient un PhD durant les années 1960.
En 1979, il publie un livre de poésie nommé the psychotic personality of our time,. Ce recueil est composé de 50 poèmes nommés Canto I à Canto L, numérotés en chiffre romain.

## Politique
Candidat néo-démocrate dans la circonscription fédérale de Peel en 1962, il l'est à nouveau en 1963.
En 1967, sous la bannière néo-démocrate dans la circonscription provinciale de Lakeshore, il est réélu en 1971, 1975 et 1977. Durant sa carrière parlementaire, il sert en tant que critique en matière de justice et de finances. Se retirant en 1981, il tente un retour sans succès dans la circonscription fédérale d'Etobicoke—Lakeshore en 1984.
Sans considération pour les allégeances politiques, Lawler entretenait une relation amicale avec John Robarts, alors premier ministre de l'Ontario.
Le chef néo-démocrate Stephen Lewis décrivait Lawlor comme ayant un style analytique, perspicace et scandaleux.

## Dernières années
Après avoir quitté la législature, Lawlor est chargé d'enquêter sur les réformes juridiques et sur les discours haineux par le procureur général Roy McMurtry. Son rapport, paru en 1984, préconise de permettre le recours aux tribunaux afin d'obtenir réparation ou de s'adresser à la Commission ontarienne des droits de la personne avec l'utilisation d'un recours collectif. 
Ayant subi une attaque cardiaque, il meurt peu après au St. Joseph's Health Centre de Toronto.